# Bessa (João Pessoa)
Bessa é um bairro nobre da zona leste da cidade de João Pessoa, capital do estado da Paraíba. Limita-se com o bairro de Aeroclube e Jardim Oceania ao sul, ao norte e oeste com o bairro de Intermares do município de Cabedelo, a leste com o Oceano Atlântico.
O setor do Bessa começou a ser ocupado na década de 1950, e essa área foi dividida em Bessa, Aeroclube e Jardim Oceania.  O Bessa atualmente é apenas o Bessa Setentrional entre o pontal e a margem sul da enseada de Intermares, enquanto o original (que muitos ainda confundem) ia da margem norte da enseada central de Manaíra até o  Aeroclube (uma espécie de Bessa Ocidental).

## População
- 7.111 (2000)
- 13.096 (2010)[3]